# Тієс
Тієс (фр. Thiès) — місто в західній частині Сенегалу.

## Географія
Місто розташоване за 60 км на схід від столиці країни, міста Дакар, на стратегічному шосе № 2 м, в місці поділу залізничної лінії Дакар-Нігер на напрямки Дакар-Бамако та Дакар-Сен-Луї. Є адміністративним центром сенегальського регіону Тієс. Висота міста над рівнем моря — 36 м.

### Клімат
Місто знаходиться у зоні, котра характеризується кліматом помірних степів та напівпустель. Найтепліший місяць — липень із середньою температурою 27.8 °C (82 °F). Найхолодніший місяць — січень, із середньою температурою 21.7 °С (71 °F).
| Клімат Тієса            | Клімат Тієса | Клімат Тієса | Клімат Тієса | Клімат Тієса | Клімат Тієса | Клімат Тієса | Клімат Тієса | Клімат Тієса | Клімат Тієса | Клімат Тієса | Клімат Тієса | Клімат Тієса | Клімат Тієса |
| Показник                | Січ.         | Лют.         | Бер.         | Квіт.        | Трав.        | Черв.        | Лип.         | Серп.        | Вер.         | Жовт.        | Лист.        | Груд.        | Рік          |
| Абсолютний максимум, °C | 38           | 37           | 42           | 38           | 37           | 37           | 37           | 37           | 37           | 38           | 37           | 35           | 42           |
| Середній максимум, °C   | 26           | 26           | 26           | 27           | 28           | 31           | 31           | 30           | 31           | 31           | 30           | 27           | 28           |
| Середня температура, °C | 21           | 21           | 21           | 22           | 24           | 26           | 27           | 27           | 27           | 27           | 26           | 23           | 24           |
| Середній мінімум, °C    | 17           | 17           | 17           | 18           | 20           | 22           | 24           | 24           | 24           | 24           | 22           | 19           | 21           |
| Абсолютний мінімум, °C  | 13           | 14           | 15           | 16           | 16           | 18           | 20           | 20           | 20           | 21           | 17           | 11           | 11           |
| Норма опадів, мм        | 0            | 0            | 0            | 0            | 0            | 20           | 100          | 270          | 190          | 50           | 0            | 0            | 660          |
| Днів з дощем            | 0            | 0            | 0            | 0            | 0            | 2            | 7            | 13           | 11           | 3            | 0            | 0            | 39           |
| Вологість повітря, %    | 57           | 62           | 68           | 68           | 71           | 72           | 74           | 80           | 80           | 76           | 66           | 59           | 69           |
| ----------------------- | ------------ | ------------ | ------------ | ------------ | ------------ | ------------ | ------------ | ------------ | ------------ | ------------ | ------------ | ------------ | ------------ |
| Джерело: Weatherbase    |              |              |              |              |              |              |              |              |              |              |              |              |              |

## Населення
За даними на 2013 рік чисельність населення міста становила 286 283 особи.
 Динаміка чисельності населення міста за роками: 
| 1988    | 1 997   | 2001    | 2002    | 2013    |
| ------- | ------- | ------- | ------- | ------- |
| 175 465 | 228 017 | 273 599 | 237 849 | 286 283 |

## Історія
У 1863 році тут французами був побудований форт, навколо якого згодом утворився місто. У 1947—1948 роках у Тієсі відбулися заворушення серед сенегальських робітниців залізниці, викликані расистським ставленням до них влади.
В даний час в Тієсі є Вища політехнічна школа, міський музей та один з найстаріших кінотеатрів Сенегалу.

## Економіка
Місто відоме своїм килимарством. У 1966 році тут було відкрито одне з найбільших підприємств Сенегалу в цій області. Також є центром м'ясопереробної промисловості та торгівлі худобою. В області навколо Тієсі вирощуються рис, маніок, арахіс, просо та різні види фруктів. У прилеглому містечку Пало розробляються для вивезення на експорт родовища фосфатів.

## Відомі уродженці
- Ідрісса Сек — прем'єр-міністр Сенегалу в 2002—2004 роках.

## Міста-партнери
- Кан, Франція (1957)
- Сус, Туніс (1965)
- Золінген, Німеччина (1990)